# Areia Hostil
Areia Hostil é a primeira revista independente de publicação regular em quadrinhos da cidade de Rio Grande. Esta revista é caracterizada como um semiprozine, uma publicação independente com qualidade profissional.

## História

### Origens
Após a conclusão de um curso de histórias em quadrinhos chamado Top Comics, ministrado pelos artistas rio-grandinos Alexandre Cozza e Laurício Tissot (conhecidos respectivamente como Lorde Lobo e Law Tissot) surgiu a ideia de uma publicação independente. Alguns alunos, dentre eles Luciano Canteiro, Ozi, Carlo Diego e Sheila, sentiram a necessidade de um espaço para a publicação de suas histórias em quadrinhos em Rio Grande.
O título, "Areia Hostil", é uma referência a primeira estrofe do hino da cidade do Rio Grande.

### Publicação
A primeira edição da revista foi lançada no dia 8 de fevereiro de 2001 na Feira do Livro da FURG no Balneário Cassino. Esta edição contou com as histórias de Lorde Lobo com seu personagem "Top Man", Ozi com Os Loucos e "Sanatórios e Sanitários", Luciano Canteiro com "Poder e Glória", Wagner Freitas com "O S amargo do Amor", Sheila de Souza com "2030", Denis Hellembrandt com "Mundo Cão", Carlo Diego com "Wild" e Law Tissot com "A Cidade Cyber nunca dorme…".
Tendo obtido sucesso suficiente para financiar a si própria, a publicação continuou. As primeiras oito edições possuíram 48 páginas.
Em Setembro de 2003, foi lançada a sétima edição. Em janeiro de 2004, durante a XXXI Feira do Livro da FURG, na cidade do Rio Grande, foi lançada a oitava edição. Em Maio do mesmo ano, a nona edição representou um aumento na quantidade de páginas da publicação, que passaram de 48 para 52 páginas. A décima edição, publicada em Setembro, teve seu editorial assinado por Sidney Gusman.
Durante os primeiros 4 anos de existência as capas da Areia Hostil eram serigrafadas, com aspecto amador. A partir da 12ª edição a revista passou a ser em off-set, buscando diminuir essa impressão e tornar a publicação mais atrativa. A décima-terceira edição foi também lançada em 2005.
A revista teve suas últimas duas edições publicadas em 2006. A décima-quarta edição fora originalmente planejada para janeiro daquele ano, mas só foi lançada em abril, contando com a colaboração de Julio Shimamoto na história O rejeitado. A décima-quinta edição foi inclusive distribuída nas bancas de Rio Grande, assim como havia ocorrido anteriormente.

## Artistas
Dentre os artistas que colaboraram com a publicação, incluem-se: Adão Iturrusgarai, Anderson Cossa, Carlo Diego, Domênico Gay,, Edgar Franco, Flávio, Greifo, Ronnie Peterson, Law Tissot, Lorde Lobo, Miqüin, Odyr Bernardi, Orlandeli, Ozi, Vagner Francisco, Juliano Botti, Gerson Witte, JJ Marreiro, Leonardo Santana, Mauro Barbieri, Emir Ribeiro, Toni Francis, Gazy Andraus, Samuel Bono, All Silva, Denis Hellembrandt, Matheus René, Luciano Canteiro, Sheila de Souza, Wagner Freitas, Nel e Julio, Stelle (como Stael), Eduardo Manzano, Jottas e Júlio Shimamoto.

## Repercussão e continuidade
Em 2004, a Areia Hostil ganhou o 2º Prêmio DB Artes na categoria Edições Independentes, e na categoria Melhor Site sobre fanzines no 3º Prêmio DB Artes em 2006 no SESC Pompeia em São Paulo,  ganhou o Troféu HQ Mix como melhor prozine do Brasil.
Após a publicação da décima-quinta edição, a revista não teve novas edições publicadas, mas alguns de seus colaboradores permaneceram no mercado. Alexandre Cozza, o Lorde Lobo, decidiu abandonar o estilo humorístico que havia caracterizado seu trabalho e criou o personagem Penitente e o personagem Val, criado pro Vagner Francisco e surgido na publicação, continuou a ser publicado de forma independente e a história Revolução, publicada em capítulos entre as edições 10 e 13, foi compilada num novo volume, lançado em 2008, também de forma independente.